# Beatrice Faumuina
Beatrice Faumuina (Auckland, Nueva Zelanda, 23 de octubre de 1974) es una atleta neozelandesa , especializada en la prueba de lanzamiento de disco en la que llegó a ser campeona mundial en 1997.

## Carrera deportiva
En el Mundial de Atenas 1997 ganó la medalla de oro en el lanzamiento de disco, con una marca de 66.82 m, superando a la bielorrusa Ellina Zvereva (plata con 65.90 m) y a la rusa Natalya Sadova (65.14 metros).